# William Winter
William Forrest Winter, född 21 februari 1923 i Grenada, Mississippi, död 18 december 2020 i Jackson, Mississippi, var en amerikansk demokratisk politiker. Han var Mississippis viceguvernör 1972–1976 och dess guvernör 1980–1984.
Winter tjänstgjorde i USA:s armé och studerade vid University of Mississippi. Efter juristexamen 1949 återvände han till armén för tjänstgöring i Koreakriget.
Winter kandiderade 1967 utan framgång i guvernörsvalet i Mississippi men valdes fyra år senare till viceguvernör. Som viceguvernör främjade han öppenheten i den politiska processen och tilldelades därför Margaret Dixon Freedom of Information Award.
Winter efterträdde 1980 Cliff Finch som Mississippis guvernör och efterträddes 1984 av William Allain.